# Snarenbrug

De Snarenbrug (Hebreeuws: גשר המיתרים) is een kabel- of tuibrug in het westen van Jeruzalem, ontworpen door de Spaanse architect Santiago Calatrava. De brug is Calatrava's tweede project in Israël en is geopend op 25 juni 2008. Gebouwd over een druk verkeersknooppunt, is de Snarenbrug bedoeld voor de nieuwe sneltram van Jeruzalem, die in 2010 in gebruik is genomen, en om het verkeer soepeler te laten verlopen. De bouw begon in 2007 en kostte de gemeente 220 miljoen Sjekel.
Met haar 119 meter hoge mast, die met 66 stalen kabels is verbonden met het wegdek en de bodem, is de brug sinds 2008 het hoogste bouwwerk van de stad.

## Foto's

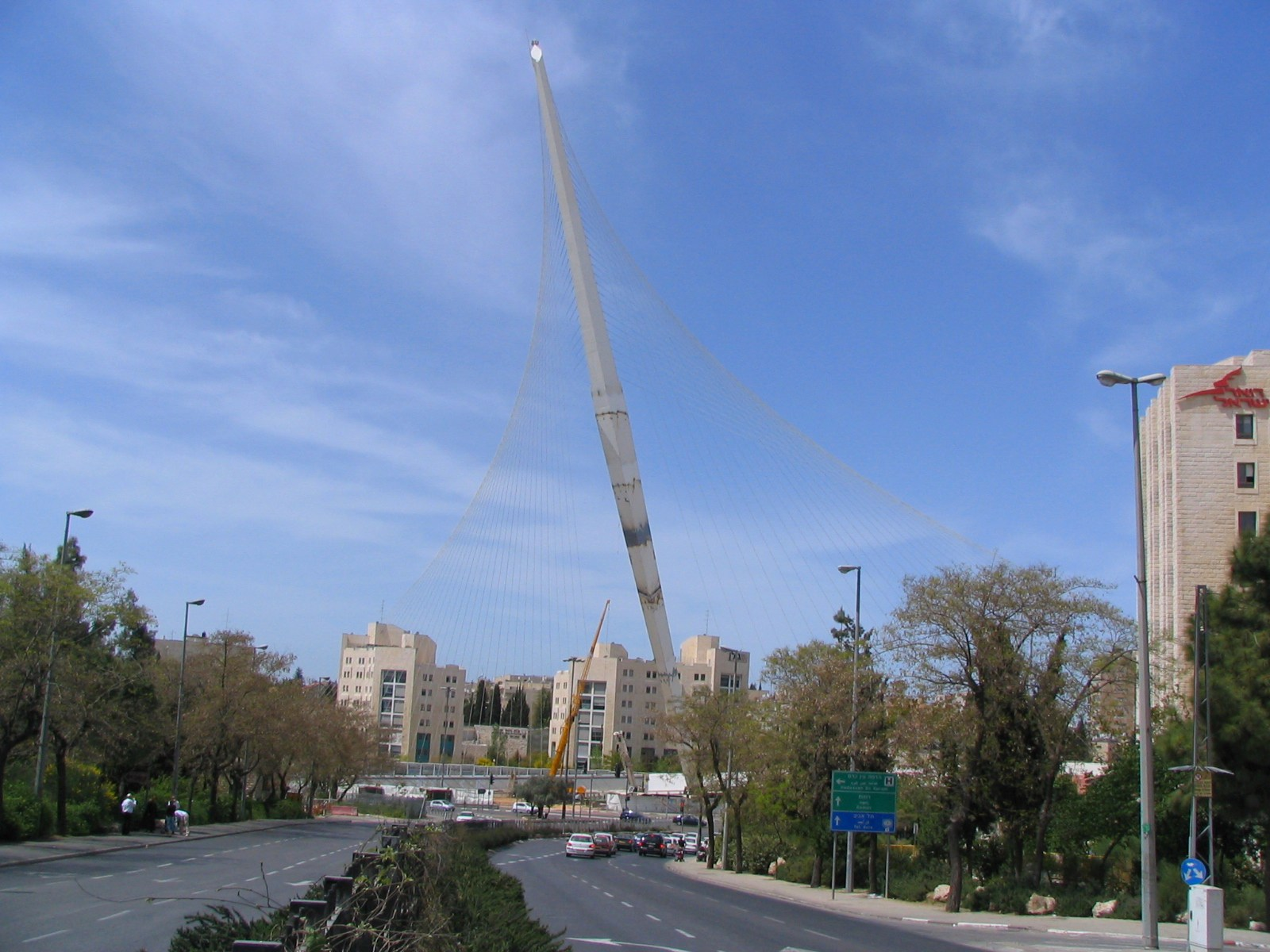
Tijdens de bouw in april 2008
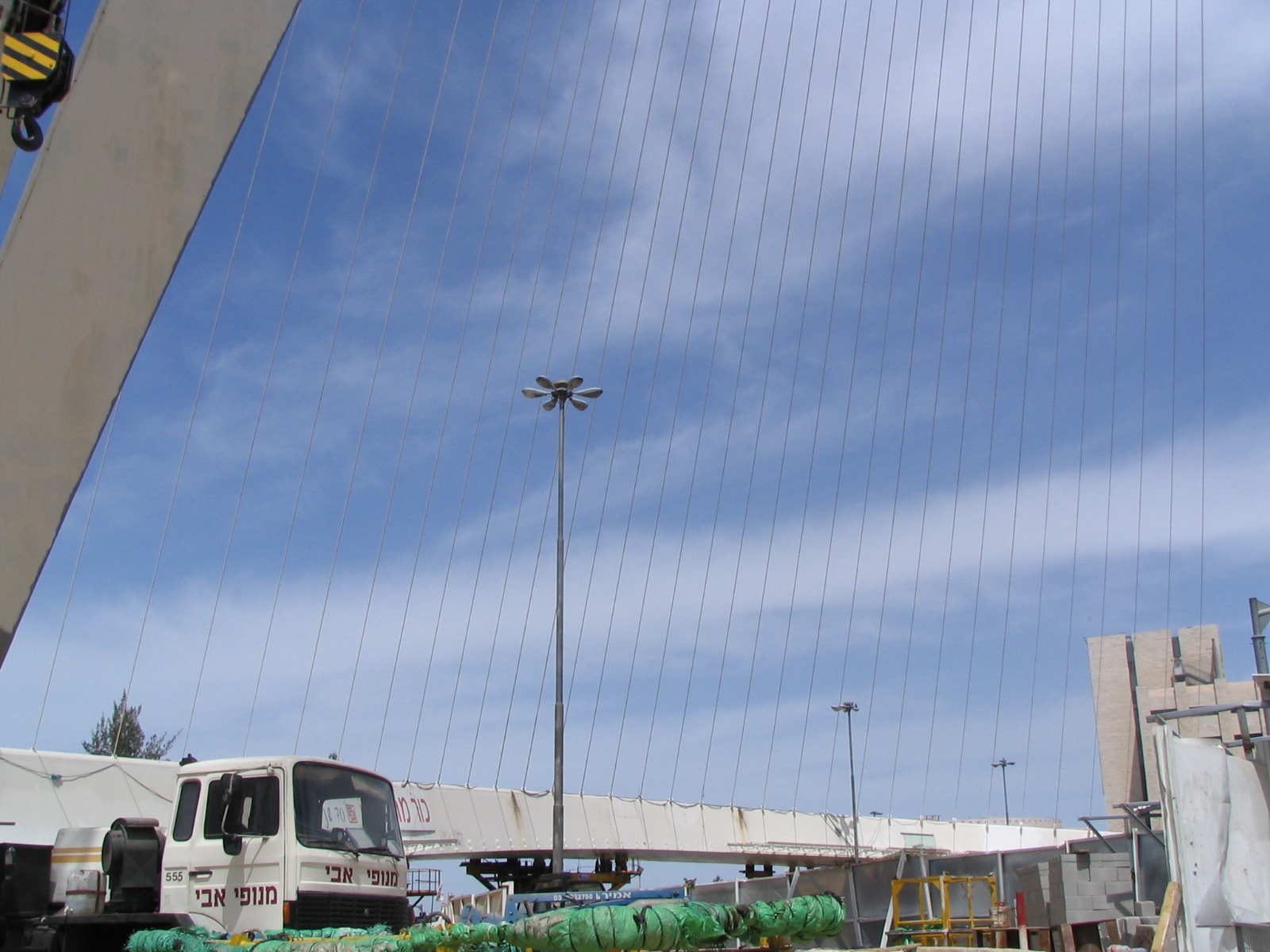
Tijdens de bouw in april 2008
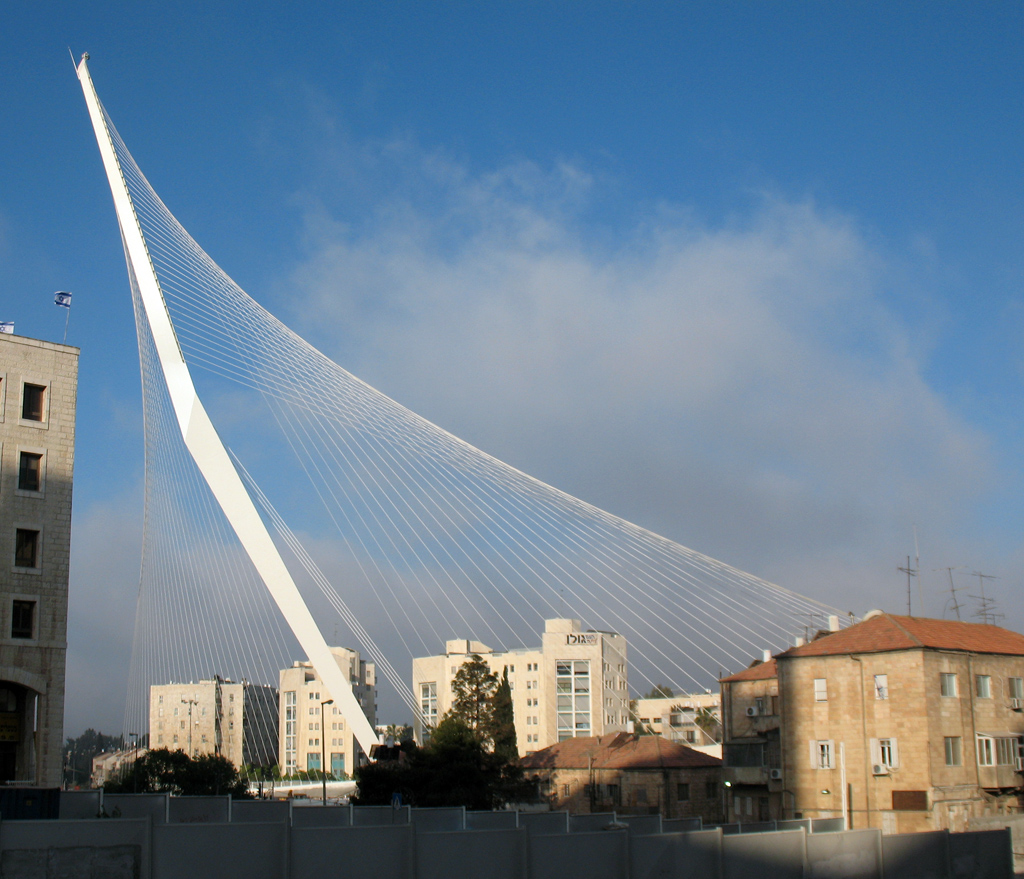
mei 2008